# Məlhəm
Məlhəm è un comune dell'Azerbaigian situato nel distretto di Şamaxı. Conta una popolazione di 1 378 abitanti.